# Wyandotte megye
Wyandotte megye az Amerikai Egyesült Államokban, azon belül Kansas államban található. Megyeszékhelye és legnagyobb városa Kansas City. Lakosainak száma 169 245 fő (2020. április 1.). Wyandotte megye Platte, Johnson, Clay, Jackson és Leavenworth megyékkel határos.

## Népesség
A megye népességének változása:
| Lakosok száma | 157 773 | 157 990 | 159 175 | 160 384 | 163 369 | 169 245 |
|               | 2010    | 2011    | 2012    | 2013    | 2015    | 2020    |